# Icronatha
Icronatha is een geslacht van vliesvleugelige insecten van de familie keverdoders (Tiphiidae).

## Soorten
- I. caucasica (Mocsáry, 1883)
- I. olcesei (Tournier, 1889)